# Ragnar Ringstad
Ragnar Ringstad   (Vardal, 10 de juny de 1910 - 31 de març de 1982) va ser un esquiador de fons noruec que va competir durant la dècada de 1930. En el seu palmarès destaca una medalla de plata al Campionat del Món d'esquí nòrdic de 1938.